# Lightning Strikes
Lightning Strikes és el setè àlbum d'estudi del grup de heavy metal japonès Loudness. L'àlbum, es va llançar el 1986, i va ser l'èxit #64 als EUA del Billboard Top 200. L'àlbum va ser produït per Max Norman.
L'àlbum comença amb una cançó força comercial, "Let it Go". No obstant això, la resta de l'àlbum és més diferent, i és més semblant al seu anterior àlbum, Thunder in the East.
L'àlbum és conegut com a Shadows of War al Japó. Les cançons tenen diferent ordre, i la cançó "Ashes in the Sky" es coneix com a "Shadows of War". També hi ha diferències en el to de la veu del cantant.

## Cançons
1. Let it Go (4:13)
2. Dark Desire (4:19)
3. 1000 Eyes (4:35)
4. Face to Face (3:49)
5. Who Knows (4:02)
6. Shadows Of War (Ashes in the Sky) (6:02)
7. Black Star Oblivion (3:55)
8. Street Life Dream (4:28)
9. Complication (4:00)